# ان‌جی‌سی ۷۶
ان‌جی‌سی ۷۶ (به انگلیسی: NGC 76) یک کهکشان مارپیچی با قدر ظاهری ۱۴ است که در صورت فلکی زن برزنجیر قرار دارد.